# La mamma è un lupo mannaro!
La mamma è un lupo mannaro! (My Mom's a Werewolf) è un film del 1989 diretto da Michael Fischia.

## Trama
Leslie è una casalinga sposata con Howard Shaber, con il quale ha avuto una figlia, Jennifer, anche se è notevolmente insoddisfatta del matrimonio e del proprio stile di vita. Durante una delle sue commissioni, si reca in un negozio di animali per comprare un collare al cane, e fa la conoscenza dell'eccentrico Harry Thropen. L'uomo, dalle abitudini mannare, morde Leslie dopo averla sedotta. La donna è quindi destinata anch'essa a diventare un lupo mannaro. La donna cercherà di nascondere i sintomi della metamorfosi alla famiglia e alla migliore amica della figlia, Stacey, che sa tutto riguardo ai licantropi. Dopo varie disavventure, nelle quali saranno coinvolti anche una cartomante (Madame Gypsy) e un dentista (il dottor Rodríguez), alla fine tutto si concluderà comunque per il meglio, e Leslie ritorna ad essere un'umana.

## Taglines
Il film è stato pubblicizzato da due taglines:
(Tagline della locandina originale)
(Tagline dell'edizione DVD)

## Distribuzione
La tabella indica i titoli con cui è stato distribuito il film La mamma è un lupo mannaro! nel mondo.
Il budget stimato per la realizzazione della pellicola è di 750000 $ circa.
| Nazione     | Titolo                                                    |
| ----------- | --------------------------------------------------------- |
| Stati Uniti | My Mom's a Werewolf                                       |
| Regno Unito | My Mum's a Werewolf                                       |
| Spagna      | Mi madre es una mujer lobo                                |
| Portogallo  | A Minha Mãe é um Lobisomem                                |
| Brasile     | Minha Mãe é um Lobisomem                                  |
| Francia     | Maman est un loup-garou                                   |
| Canada      | Ma mère est un loup-garou                                 |
| Germania    | Meine Mutter ist ein Werwolf                              |
| Polonia     | Moja mama jest wilkolakiem                                |
| Russia      | Моя мама — оборотень                                      |
| Finlandia   | Äitini on ihmissusi                                       |
| Svezia      | Ett odjur till morsa                                      |
| Italia      | La mamma è un lupo mannaro La mia mamma è un lupo mannaro |